# Acto recepticio
En Derecho, un acto jurídico recepticio es aquel en que la declaración de voluntad que contiene debe dirigirse a un destinatario determinado para ser eficaz, lo que supone su comunicación o notificación a este.
La palabra “recepticio” procede del latín “receptio”, que alude a la acción y efecto de recibir.
Las declaraciones de voluntad se exigen en Derecho con el fin de que sean conocidas exteriormente, pero unas han de dirigirse hacia las personas a quienes afectan para que les lleguen y valgan (recepticias) y otras por el contrario bastan con que se emitan sin que sea necesario que lleguen a nadie (no recepticias).
En las declaraciones recepticias, para que el acto jurídico sea eficaz, este ha de ser recibido por su destinatario. A título de ejemplo, la oferta hecha a una persona para celebrar un contrato o el desahucio en un contrato de arrendamiento son actos recepticios, puesto que trascienden a la esfera jurídica de otra persona, siendo necesario, por tanto, que lleguen a conocimiento de ella, y, para esto, lo menos que puede exigirse es que se le dirijan.
Por el contrario, el acto jurídico no recepticio es aquel en que la declaración de voluntad que alberga es eficaz por el simple hecho de su emisión, sin que sea necesario su comunicación o notificación a ninguna persona. El acto será eficaz, entonces, sin que sea necesaria su recepción por un 
destinatario. Ejemplos de no recepticia son la declaración testamentaria, su revocación, la aceptación de la herencia o la ocupación. Estas declaraciones se perfeccionan y producen efecto tan pronto como la decisión se toma, sin necesidad de que llegue a conocimiento de nadie. 
Las declaraciones de voluntad no recepticias se distinguen entre declaraciones sin destinatario (por ejemplo el testamento) y declaraciones con destinatario pero que vale y es eficaz desde que se hace, independiente del momento en que llegue al destinatario o también aunque no llegue a su destinatario, como sucede en la reclamación interruptiva de la prescripción dirigida al prescribiente o en la notificación de la elección hecha al deudor en las obligaciones alternativas.